# Philip G. Atwell
Philip G. Atwell (Filadelfia, 1974) è un regista statunitense, prevalentemente di ambito musicale hip hop.

## Biografia
Dopo aver prodotto il cortometraggio della Death Row Records,  Murder Was the Case: The Movie, diretto da Dr. Dre e Fab 5 Freddy e interpretato da Snoop Dogg, dal 1999, e per tutta la prima metà degli anni duemiladieci, lavora prevalentemente in ambito musicale, dirigendo videoclip, spesso in co-regia con Dr. Dre o Eminem e prettamente di genere hip-hop, per gli stessi Eminem e Dr. Dre, e inoltre, tra gli altri, per: D12, Simple Plan, The Game, 50 Cent, Obie Trice e Xzibit. Tale lavoro gli frutta varie candidature in differenti categorie agli MTV Video Music Awards per più edizioni: nel 1999, per My Name Is di Eminem; nel 2000 per The Real Slim Shady, sempre di Eminem; nel 2001, per Stan, ancora di Eminem; nel 2003, per In da Club di 50 Cent; nel 2004, per My Band dei D12.
Nello stesso periodo lavora anche per la televisione, dirigendo due episodi della quarta e quinta stagione della serie televisiva The Shield, Doppio gioco (String theory, 2005) e La trappola (Trophy, 2006), il primo dei quali gli vale una candidatura alla miglior regia di una serie drammatica nel 2006 agli Image Award.
Lavora inoltre per il cinema, per il regista Jon Turteltaub, come regista della seconda unità nei suoi film Il mistero dei Templari - National Treasure (National Treasure, 2004), Il mistero delle pagine perdute (National Treasure: Book of Secrets, 2007) e L'apprendista stregone (The Sorcerer's Apprentice, 2010). Nel 2007 dirige il suo primo lungometraggio, Rogue - Il solitario, interpretato da Jason Statham e Jet Li.

## Filmografia

### Regista

#### Cinema
- The Up In Smoke Tour – direct-to-video (2000)
- The Turbo-Charged Prelude for 2 Fast 2 Furious – cortometraggio  direct-to-video (2003)
- Rogue - Il solitario (War) (2007)

#### Televisione
- The Shield – serie TV, episodi 4x09-5x05 (2005-2006)

### Videoclip
- Eminem – My Name Is, co-diretto con Dr. Dre (1999)
- Eminem feat. Dr. Dre – Guilty Conscience, co-diretto con Dr. Dre (1999)
- Eminem – Role Model (1999)
- Snoop Dogg feat. Xzibit & Nate Dogg – Bitch Please (1999)
- Snoop Dogg feat. Dr. Dre & Jewell – Just Dippin' (1999)
- Dr. Dre feat. Eminem – Forgot About Dre (2000)
- Xzibit – Year 2000 (2000)
- Eminem – The Real Slim Shady, co-diretto con Dr. Dre (2000)
- Ice Cube feat. Dr. Dre & MC Ren – Hello (2000)
- Eminem feat. Dido – Stan, co-diretto con Dr. Dre (2000)
- Eve feat. Gwen Stefani – Let Me Blow Ya Mind (2001)
- Kool G Rap – My Life (2001)
- Dr. Dre feat. Knoc-turn'al – Bad Intentions (2001)
- Marilyn Manson – Tainted Love (2001)
- Truth Hurts feat. Rakim – Addictive (2002)
- Eminem – Cleanin' Out My Closet, co-diretto con Dr. Dre (2002)
- Eminem – Lose Yourself, co-diretto con Eminem e Paul Rosenberg (2002)
- 50 Cent – In da Club (2003)
- Eminem – Sing for the Moment, co-direto con Jeff Grippe (2003)
- 50 Cent feat. Nate Dogg – 21 Questions, co-diretto con Dr. Dre (2003)
- Obie Trice – Got Some Teeth, co-diretto con Eminem (2003)
- Tupac feat. The Notorious B.I.G. – Runnin' (Dying to Live) (2004)
- D12 – My Band, co-diretto con Eminem (2004)
- Simple Plan – Welcome to My Life (2004)
- Eminem – Just Lose It (2004)
- The Game – Dreams (2005)
- Eminem – Ass Like That (2005)
- Atarashii Gakko! – Pineapple Kryptonite (2021)[4]

### Regista della seconda unità
- Il mistero dei Templari - National Treasure (National Treasure), regia di Jon Turteltaub (2004)
- Il mistero delle pagine perdute (National Treasure: Book of Secrets), regia di Jon Turteltaub (2007)
- L'apprendista stregone (The Sorcerer's Apprentice), regia di Jon Turteltaub (2010)

### Sceneggiatore
- Murder Was the Case: The Movie, regia di Dr. Dre e Fab 5 Freddy – cortometraggio (1995)

### Produttore

#### Cinema
- Murder Was the Case: The Movie, regia di Dr. Dre e Fab 5 Freddy – cortometraggio (1995)
- The Wash, regia di DJ Pooh (2001)

#### Videoclip
- Dr. Dre – Been There, Done That, regia di Kia B. Puriefoy (1996)

## Riconoscimenti
- Image Awards
  - 2006 - Candidatura alla miglior regia di una serie televisiva drammatica per l'episodio Doppio gioco della serie televisiva The Shield[3]
- MTV Video Music Awards
  - 1999 - Candidatura alla miglior regia per My Name Is (condiviso con Dr. Dre)
  - 2000 - Candidatura alla miglior regia per The Real Slim Shady (condiviso con Dr. Dre)
  - 2001 - Candidatura alla miglior regia per Stan (condiviso con Dr. Dre)
  - 2003 - Candidatura al miglior video dell'anno per In Da Club[1]
  - 2004 - Candidatura al miglior video dell'anno per My Band (condiviso con Eminem)[2]
  - 2004 - Candidatura al miglior video hip-hop per My Band (condiviso con Eminem)[2]
  - 2004 - Candidatura al miglior video di un gruppo per My Band (condiviso con Eminem)[2]